# Георгий Чулков
Гео̀ргий Ива̀нович Чулко̀в (на руски: Георгий Иванович Чулков) е руски поет, писател и литературен критик.

## Биография
Роден е на 20 януари (8 януари стар стил) 1879 година в Москва в семейството на чиновник, произлизащ от дворянството на Тамбовска губерния. През 1898 година започва да следва медицина в Московския университет, но през 1902 година е арестуван по политически причини. След освобождаването си през 1904 година отива в Санкт Петербург, започва да издава стихове и разкази и участва в издаването на литературни списания. По това време е сред видните личности на руския символизъм и на Сребърния век на руската поезия. След установяването на комунистическия режим остава в страната, но публикува главно литературноисторически текстове.
Георгий Чулков умира на 1 януари 1939 година в Москва.